# Гелевей Олег Іванович
Оле́г Іва́нович Гелеве́й (* 4 березня 1965) — український політик. Народний депутат України 7 скликання.

## Біографія
Народився 4 березня 1965 року у місті Львів. Після закінчення школи працював різноробочим у колгоспі.
У 1983–1985 роках — служба у війську. Повернувшись додому, вступає до Київського медінституту, котрий закінчує у 1991 році. Працює лікарем. У 1997–2001 роках заочно навчається на юридичному факультеті. У 1998 році заснував власну юридичну фірму. У 2002–2006 роках — помічник народного депутата України, голови ВО «Свобода» Олега Тягнибока.
Кандидат юридичних наук. Працював юристом на підприємстві.
З жовтня 2010 року — депутат Київської обласної ради.
У 2012 році пройшов до Верховної Ради України за списком Всеукраїнського об'єднання «Свобода» під номером 15. Секретар Комітету з питань охорони здоров'я.
На початку вересня пішов на російсько-українську війну у складі батальйону «Січ».

## Джерело
- Сайт Верховної Ради України